# Conus augur
Conus augur é uma espécie de gastrópode do gênero Conus, pertencente à família Conidae.

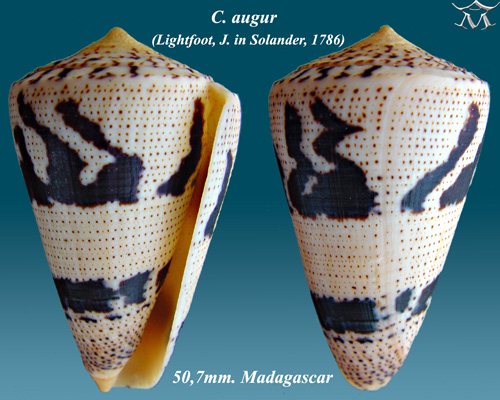
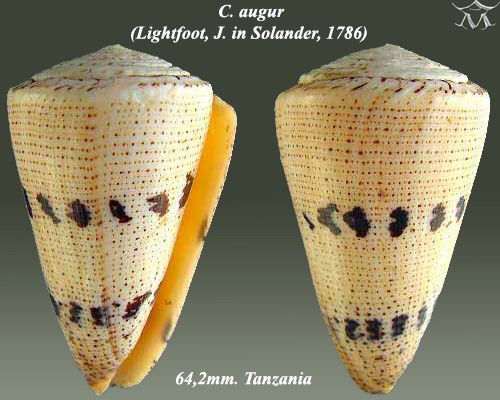
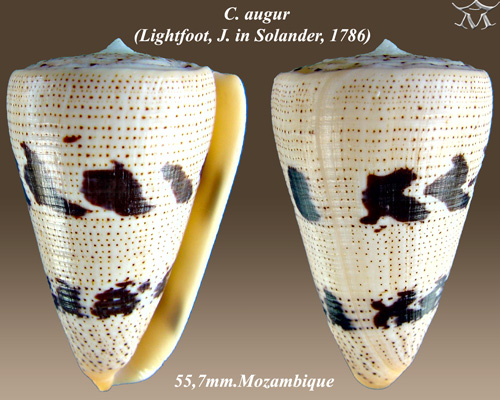
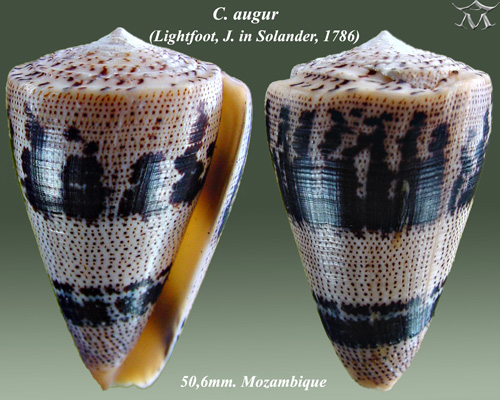